# Tim Kang
Yila Timothy Kang (San Francisco, 16 de marzo de 1973) es un actor estadounidense de cine y televisión.

## Biografía
Tim Kang nació en San Francisco, siendo descendiente de coreanos. Estudió en la Universidad de Berkeley (Berkeley, California), graduándose con un B.A. en ciencias políticas, y posteriormente se graduó con un M.F.A. en el A.R.T. Institute de la Universidad Harvard. Realizó clases de actuación en el Moscow Art Theatre School.
Comenzó su carrera como actor trabajando en un episodio de Los Soprano (2002) y en la película Two Weeks Notice (2002), protagonizada por Hugh Grant y Sandra Bullock. Ha participado en otras películas como The Forgotten (2004), protagonizada por Julianne Moore, y Rambo (2008), dirigida y protagonizada por Sylvester Stallone.
En televisión, hizo mucho después de aparecer en Los Soprano, apareció en Law & Order: Criminal Intent (2003), y trabajó en varios episodios de la serie Third Watch (2004), interpretando al detective Kent Yoshihara. Más tarde realizó otras apariciones en series como Law & Order, Trial by Jury (2005), Ghost Whisperer (2006), Chappelle's Show (2006), y Monk (2007). Desde 2008 hasta 2015, interpretó al agente Kimball Cho, Cho, el Gran Cho en la serie El mentalista, apareciendo en todos los episodios. Desde 2018 interpreta al Detective Gordon Katsumoto en Magnum P.I. (serie de televisión de 2018).
Tiene cinturón negro en taekwondo. Tiene una hija, llamada Bianca Jooyung Kang.

## Filmografía

### Películas
| Año  | Película         | Papel                | Notas        |
| ---- | ---------------- | -------------------- | ------------ |
| 2002 | Two Weeks Notice | Paul                 |              |
| 2003 | Robot Stories    | John joven           |              |
| 2003 | Justice          | Propietario de local |              |
| 2004 | Flight Safety    | Frank                | Cortometraje |
| 2004 | The Forgotten    | Agente Alec Wong     |              |
| 2006 | Spectropia       | Cliente              |              |
| 2006 | What Remains     | Ender                |              |
| 2008 | Rambo            | En-Joo               |              |
| 2009 | Mr. Sadman       | Agente Wang          |              |

### Series de televisión
| Año       | Serie                        | Papel                                     | Notas                                                   |
| --------- | ---------------------------- | ----------------------------------------- | ------------------------------------------------------- |
| 2002      | Los Soprano                  | Dr. Harrison Wong                         | En el episodio "Whoever Did This"                       |
| 2003      | Law & Order: Criminal Intent | Murakami                                  | En el episodio "Legion"                                 |
| 2004      | Third Watch                  | Detective Kent Yoshihara                  | En 5 episodios                                          |
| 2005      | Law & Order: Trial By Jury   | Dr. Liam Kelly                            | En el episodio "Baby Boom"                              |
| 2006      | Chappelle's Show             | Encargado del túnel de lavado/funcionario | En el episodio 3.1 y el episodio 3.3                    |
| 2006      | Ghost Whisperer              | Warren Chen                               | En el episodio "The Night We Met"                       |
| 2007      | Monk                         | Sr. Brenneman                             | En el episodio "Mr. Monk Is Up All Night"               |
| 2007      | The Office                   | Koh                                       | En el episodio "Local Ad"                               |
| 2007      | The Unit                     | Capellán Alan Lantz                       | En los episodios "Gone Missing" y "Play 16"             |
| 2008-2015 | El mentalista                | Agente Kimball Cho                        | Todos los episodios                                     |
| 2015      | The Vampire Diaries          | Oscar                                     | Personaje recurrente, serie de TV The CW                |
| 2015      | Criminal Minds               | Charlie Senerak                           | En el episodio "The Witness" (temporada 11, episodio 2) |
| 2018-2024 | Magnum P.I.                  | Detective Gordon Katsumoto                |                                                         |